# Gerhard Hansen de Lichtenberg
Gerhard Hansen de Lichtenberg, også stavet Ge(h)rdt (9. april 1697 i Horsens – 19. juli 1764 sammesteds) var en dansk storkøbmand og godsejer.

## Handelsmand
Han blev født under navnet Gerhard Hansen. Hans forældre var begge ud af handelsslægter. Faderen Hans Christensen var en kendt købmand i Horsens, der handlede sammen med flensborgeren Heinrich Lichtenberg. Hans Christensen giftede sig 1696 med dennes søster Geske Lichtenberg. Geske døde i barselsseng året efter, men sønnen Gerhard Hansen overlevede. Han blev sandsynligvis væsentligst opdraget hos morbroren, hvis efternavn han antog. 14 år gammel sendtes han til Flensborg for videreuddannelse. Efter sin hjemkomst blev han kompagnon med faderen og onklen, og 1728 ægtede han Bodil Hofgaard (1711-1795), der var datter af Horsens' borgmester Steffen Hofgaard og Bodil Høxbroe.

## Godsejeren
Gerhard Hansen Lichtenbergs interesser var dog ikke kun ved handelen. 1731 købte han Engelsholm og Kjeldkær ved Vejle. Og lidt efter lidt flere godser som Haraldskær, Merringgård, Ussinggård og Serridslevgård, alle på Vejle–Horsens-egnen. Dertil kom Lindbjerggård ovre mod Varde og 1748 Bidstrup ved Langå. Efter faderen og onklens død i henholdsvis 1740 og 1745 var han blevet hovedrig, og fra kammerråd (1729) steg han hurtig til kancelliråd, justitsråd og 1749 etatsråd. I 1739 blev han adlet under navnet de Lichtenberg.
Han omfattede sine mange besiddelser med stor interesse. I Horsens opførte han et palæ på Søndergade, Den Lichtenbergske Gaard, i dag kendt som Jørgensens Hotel. Herregårdene blev moderniseret, og rundt om den anlagdes haver med terrasser og springvand. I Horsens betænkte han også rundhåndet de offentlige institutioner, således Klosterkirken og Latinskolen med sit bibliotek. Den danske Skole og de fattige i Horsens fik ligeledes gaver. De mange sognekirker under hans godser var han ivrig for at istandsætte og udsmykke. Karakteristisk for disse arbejder er, at kirkerne fik ejendommelige løgkupler på kirketårnene. Eksempler er Nørup Kirke, Vor Frelsers Kirke, Granslev Kirke og Ølsted Kirke.
Både ved kirkebyggeri, Engelsholm og Bidstrup engagerede Lichtenberg barokbygmesteren Nicolaus Hinrich Rieman. Lichtenberg blev Riemans største kunde.
I driften af godserne var han både human og initiativrig. Således grundlagde han en del industrier ved godserne. Straks efter at have overtaget Engelsholm anlagde han her en papirmølle, og på Haraldskær Fabrik producerede han geværer og forarbejdede kobber, søm og ler. I klosterkirken i Horsens findes et stort epitafium over ham og hans slægt, som han lod Diderik Gercken påbegynde 1738. Godset Bidstrup gjorde han 1763 til et fideikommis for den Lichtenbergske slægt, og året efter døde han og fik en imponerende begravelse bekostet af Horsens købstad. Hans enke overlevede ham i godt 30 år.

## Gengivelser
Der findes et portrætmaleri af Isaac Wacklin 1753 på Frederiksborgmuseet, der skal forestille Lichtenberg. Desuden et dobbeltportræt af ham og hustruen på Gammel Estrup. Malerier bl.a. fra 1760 på Bidstrup og Hessel fra 1754 (måske af Jens Thrane) hos familien Hvass. Stik af Sysang i Leipzig 1744 og af Jonas Haas 1770 samt af O.H. de Lode 1753.